# Yayue
Yayue (en chino: 雅樂, música elegante) era originalmente una forma de música clásica y danza que se representaba en la corte real de la China antigua. Las convenciones básicas de yayue se establecieron en el Zhou del Oeste. Junto con la ley y los rituales, formaba la representación formal del poder político aristocrático.
La palabra ya (雅) se utilizaba durante la dinastía Zhou para referirse a una forma de cancioneros utilizadas en la corte, recogidas en Shijing. El término yayue en sí mismo, aparecía en los Analectas de Confucio. donde yayue se consideraba el tipo de música buena y beneficios, en contraste con la música popular, que consideraba decadente y corruptora. Yayue es, por tanto, considerado en el sistema confuciano como la forma de música correcta, que es refinada, esencial para el crecimiento personal y que puede simbolizar el bien y la gobernanza estable. Significa el tipo de música ceremonial solemne que se utilizaba en la corte, así como la música de los rituales que se utilizaba en los templos, incluyendo aquellos donde se hacían ritos confucianos. En un sentido más amplio, yayue puede significar una forma musical que se puede distinguir de la forma musical popular  (suyue, 俗樂) o «música no cultivada», por lo que puede incluir también música de literatos como la música qin.
La música yayue ya ha desaparecido de China, a pesar de intentos modernos de reconstruirla. En Taiwán, se interpreta yayue en una ceremonia confuciana, y en China se revive como forma de entretenimiento para turistas. Aunque se encuentran formas de yayue en partes de Asia Oriental, como el gagaku en Japón, aak en Corea, y nhã nhạc  en Vietnam. Aunque se utiliza la misma palabra (aunque se pronuncia diferente), la música no corresponde necesariamente al yayue chino. El aak coreano, sin embargo, preserva elementos del yayue de la dinastía Song que se habían perdido en China.

## Historia
Según la tradición, el duque de Zhou creó la música yayue bajo comisión del rey Wu de Zhou, poco tiempo antes de la conquista de Shang. Había elementos de tradiciones chamánicas religiosas en yayue, así como música folk china ancestral. La danza también iba relacionada estrechamente con la música yayue, cada pieza yayue podría tener una danza ceremonial o ritual asociada. La pieza yayue más importante de la dinastía Zhou eran las Seis Grandes Danzas, cada una asociada con una figura histórica o legendaria - Yunmen Dajuan (雲門大卷), Daxian (大咸), Daqing (大磬, o Dashao 大韶), Daxia (大夏), y Dahu (大濩), Dawu (大武).
El Libro de los Ritos recoge situaciones donde se podría haber tocado yayue. Estas incluyen ceremonias en honor al Cielo y en la Tierra, los dioses o los antepasados. También había reglas detalladas sobre cómo debían representar en encuentros diplomáticos. Yayue también se utilizaba en actividades en el exterior, como en concursos de tiro con arco aristocráticos, durante expediciones de caza, y después del final de una campaña militar exitosa. Yayue se caracterizaba por su rigidez de forma. Cuando se representaba, era majestuoso y formal para distinguir las clases aristocráticas. De vez también se acompañaba de letra, algunas de las cuales se conservan en el Clásico de poesía.
Con el declive de la importànica de las ceremonias en las relaciones entre estados durante el Periodo de las Primaveras y Otoños, también perdió importancia el yayue. Confucio lamentó el declive de la música clásica y los ritos. Se dice que el marqués Wen de Wei prefería la música popular de Wei y Zheng frente a la música antigua de la corte; decía que oyéndola podía dormirse.
Buena parte de yayue de la dinastía Zhou continuó en la dinastía Qin. Sin embargo, algunas piezas parecen haberse perdido o ya no se tocaban en la dinastía Han, y el contenido y forma de yayue se modificó en esta y en las siguientes dinastías. Durante la dinastía Tang se añadieron al yayue componentes de la música popular. Sin embargo, la forma musical más dominante en la corte Sui y Tang era la música de entretenimiento para banquetes llamada yanyue (燕 樂), y el término yayue se reservó para la música de ritos confucianos, usada en templos de la familia imperial y de la nobleza.
Durante la dinastía Song, con el neoconfucianismo siendo la nueva ortodoxia, la música yayue volvió a ser más popular, con grandes avances. Una orquesta yayue de esta época constaba de más de 200 músicos. Dos textos importantes de la dinastía Song que describen interpretaciones de yayue fueron la Explicación completa del clásico de la etiqueta y su comentario (儀禮 經 傳 通 解) de Zhu Xi y la Colección de Música (樂 書) de Chen Yang (陳 暘). En 1116, el emperador Song Huizong regaló a Corea 428 instrumentos yayue, además de 572 vestidos y objetos de danza, a petición del emperador Hyejong de Koryo. Debido a esto, aún se conservan en Corea elementos de la música yayue de la dinastía Song, como melodías.
Algunas formas de yayue sobrevivieron gracias a ceremonias imperiales y rituales hasta la caída de la dinastía Qing, cuando terminó el periodo imperial de China. La música yayue aún se tocaba en rituales confucianos en China hasta la llegada al poder del comunismo en 1949, cuando desapareció completamente. La música yayue se reavivó en Taiwán en rituales confucianos en los años 1960, y a partir de los 1990 en China continental. Durante los años 1990 se inició una reconstrucción moderna e investigación sobre la música yayue de la corte imperial, y en China continental una actuación de música yayue en 2009 en Pekín de la orquesta de la Universidad de Nanhua también despertó el interés por esta forma musical. Sin embargo, hay dudas sobre la autenticidad de las músicas y danzas revividas y recreadas. Algunos, sin embargo, razonaban que estas música y danzas han cambiado con el paso del tiempo, y que los cambios introducidos en la era moderna deberían verse de esta manera.

## Interpretación
La orquesta  yayue  de corte se podía dividir en dos conjuntos separados que representan el yin y yang. El más pequeño (el yin) tenía que tocarse en las terrazas del edificio, mientras que el mayor (el yang) se tocaba en los patios. El conjunto pequeño estaba formado principalmente por cordófonos (como las cítaras qin  y se) y por aerófonos (como las flautas dizi y xiao, y flautas de Pan), además de cantantes. El grupo más grande era principalmente instrumental y contenía todas las categorías de instrumentos musicales, con los músicos dispuestos en cinco direcciones (las cuatro direcciones de una brújula y el centro) en el patio. Los instrumentos de viento se encontraban en el centro, y las campanas de bronce y piedra en las cuatro bandas; los timbales se encontraban en las cuatro esquinas. Delante había dos instrumentos de madera, que se utilizaban para marcar el inicio y el final de una pieza. La música exterior en el jardín era una alabanza al cielo, con el tamaño y disposición de la orquesta diferentes según la importancia del evento. Por el contrario, la música de interior se utilizaba para exaltar la virtud de los emperadores y sus antepasados.
La música acostumbraba se ser lenta, majestuosa y monofónica con poca variedad de ritmos. Cuando se cantaba, podía haber entre cuatro y ocho pulsaciones por frase según el número de palabras del texto. La música que se interpretaba en los patios se acompañaba de danzas, y el número de danzantes variaba según la importancia y estatus social del patrón. El emperador tenía el número de músicos y danzantes más grande (64 bailarines en ocho filas de ocho), mientras que un noble o ministro en jefe tenía 36 (seis filas de seis), y magistrados de menor importancia tenían aún menos (cuatro por cuatro o dos por dos). En los rituales confucianos, se interpretaba inicialmente la danza de seis filas (六 佾舞) como apropiada para el estatus de Confucio. Más adelante, se interpretó la danza de ocho filas (八 佾舞) ya que se le otorgaron póstumamente varios títulos reales, por ejemplo, el título de Rey Wenxuan (文宣王) otorgado por la dinastía del emperador Xuanzong de Tang. Las danzas se clasifican en dos tipos: danzas civiles y danzas militares. En las danzas civiles, los danzantes tienen una flauta  yue  (籥) en su mano izquierda y una pluma (羽) en la derecha, mientras que en las danzas militares, el danzante llevaba un escudo (干) en la mano izquierda y un hacha (戚) en la derecha.

## Instrumentos utilizados

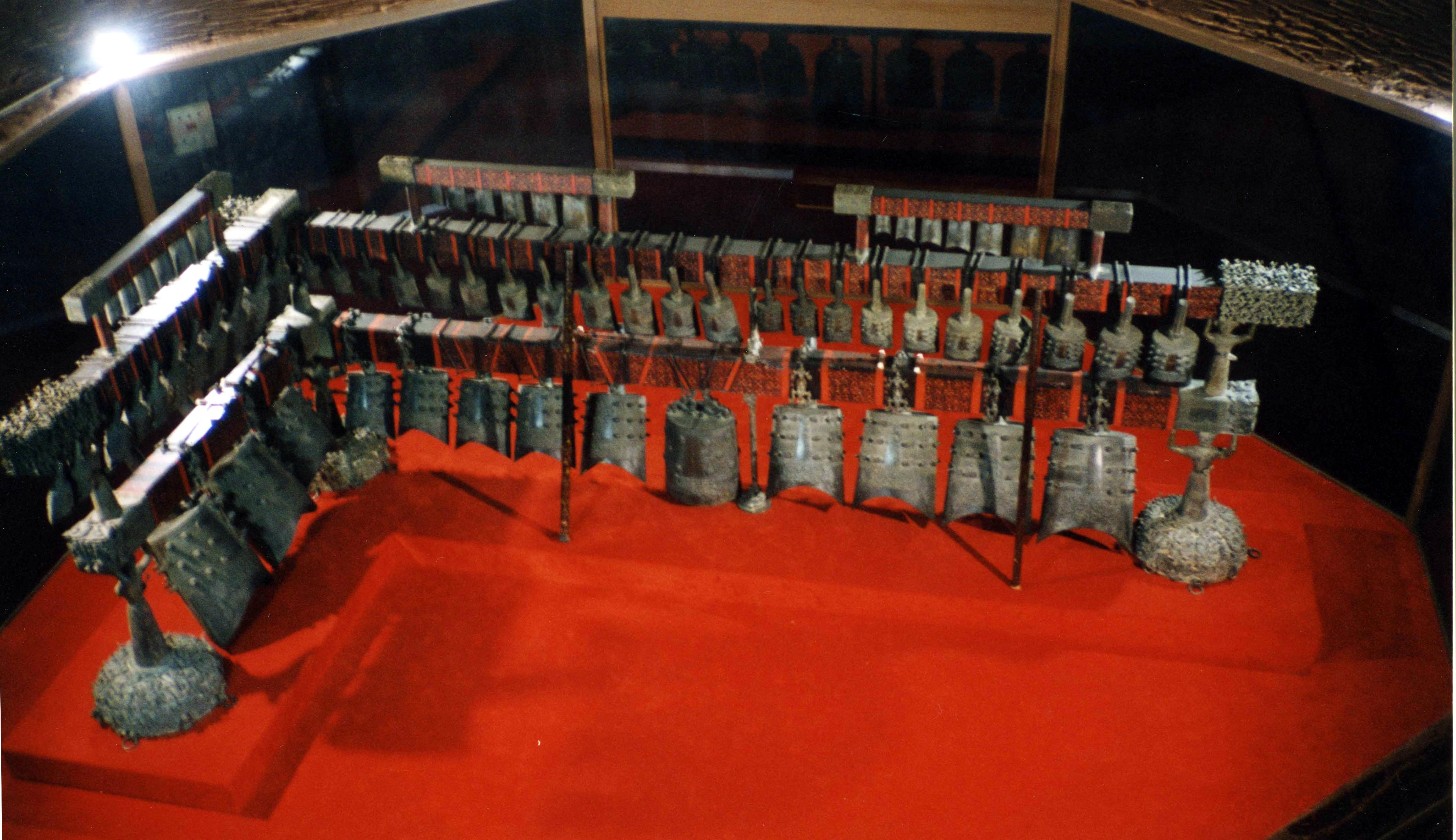
Conjunto de campanas de bronce (Bianzhong) de la Tumba del marqués Yi de Zeng, fechadas en 433 a. C.

La música  yayue  no permite utilizar cualquier tipo de instrumentos musicales tradicionales chinos, sino que permite una pequeña selección, elaborada a partir de los más antiguos, de acuerdo con las ocho categorías de los materiales utilizados en su construcción.

### Seda (絲)
- Guqin (古琴) - cítara de siete cuerdas sin trastes
- Se (instrumento) (瑟) - cítara de 25 cuerdas con puntos mòbiles (fuentes antiguas dicen que tenía 13, 25 o 50 cuerdas)

### Bambú (竹)
- Dizi (笛子) - flauta travesera de bambú
- Xiao (簫) - flauta de final soplado
- Paixiao (en chino tradicional, 排簫; en chino simplificado, 排箫) - flauta de Pan
- Chi (篪) - antigua flauta china

### Madera (木)
- Zhu (柷) - caja de madera más estrecha en la parte inferior, que se toca golpeando el interior con un palo y se usa para marcar ritmos
- Yu (敔) - Un instrumento de percusión de madera tallado en forma de tigre con el lomo dentado, se tocaba con un palo para marcar los extremos de las secciones.

### Piedra (石)
- Bianqing (en chino tradicional, 編磬; en chino simplificado, 编磬) - un conjunto de 16 mesas de piedra (normalmente de nefrita) que se golpea con un mazo

### Metall (金)
- Bianzhong (編鐘) - 16 campanas de bronce doradas que se tañen con un mazo
- Fangxiang (en chino tradicional, 方響; en chino simplificado, 方响) - conjunto de placas metálicas afinadas (metalófono)

### Arcilla (土)
- Xun (塤) - ocarina hecha de terracota

### Calabaza (匏)
- Sheng (笙) - una caña para tocar con la boca con un número variable de tubos de bambú insertados en calabaza vacía con orificios para los dedos
- Yu (竽) -una caña para tocar con la boca similar al sheng pero normalmente más grande

### Cuero (革)
- Bangu - (鼓) - tambor de marco

## Yayue en Asia Oriental

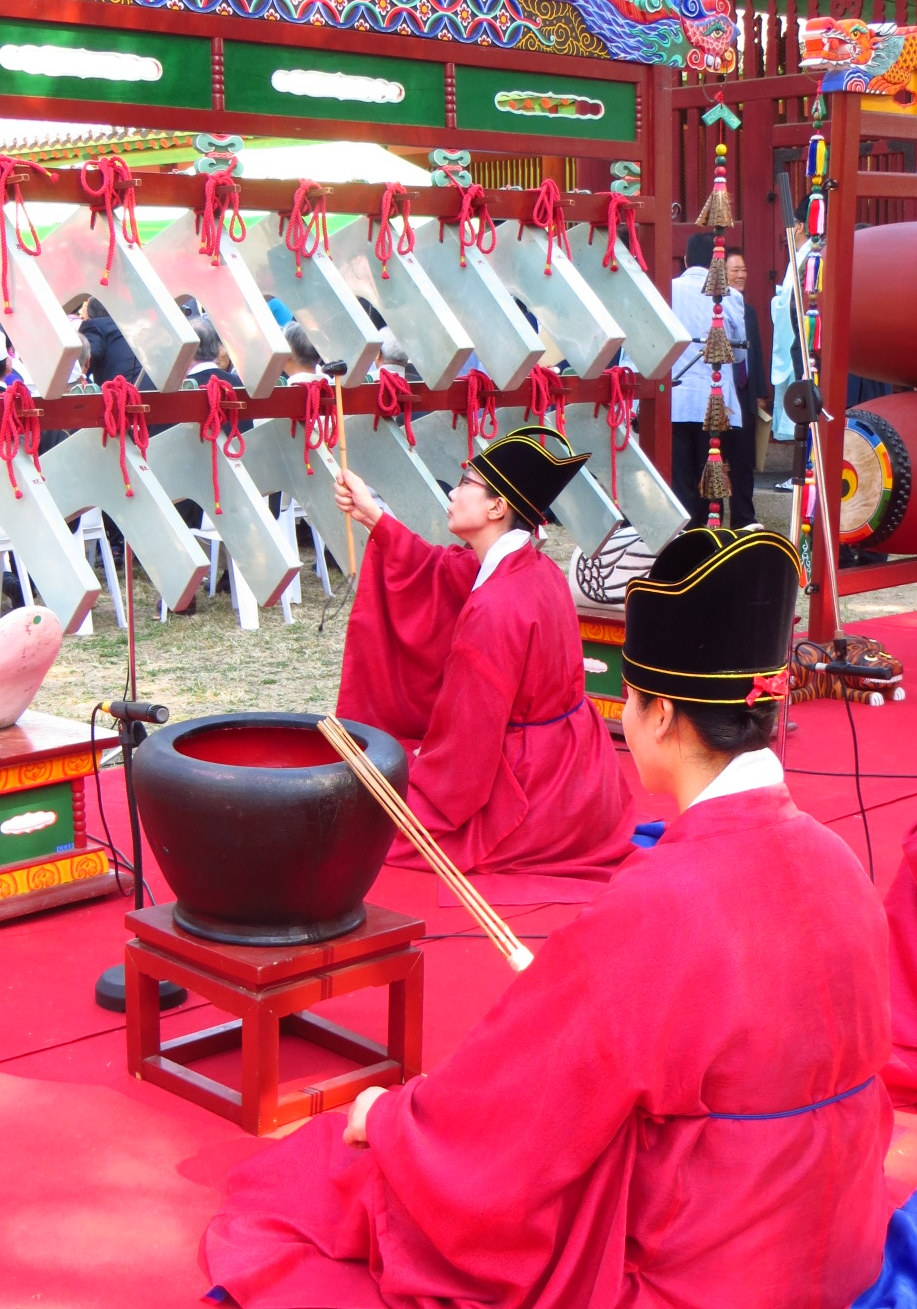
Músicos que tocan un instrumento derivado del bianqing llamado pyeongyeong, y un Bu durante un ritual confuciano en el santuario Munmyo, Sungkyunkwan seowon de Seúl.

En chino, japonés, coreano y vietnamita, los caracteres chinos Yayue ( '雅 樂) se pronuncian de forma diferente.

### Japón
Gagaku es un tipo de música clásica japonesa que se ha interpretado a la corte imperial durante siglos. Se diferencia en la forma y el contenido del Yayue chino, y se compone de música religiosa sintoísta y música tradicional, con elementos de Koguryŏ que se llama komagaku en Manchuria y togakure en China y el sureste asiático.

### Corea
En Corea, el Yayue (雅樂) se llama '아악' (Aak — 아=雅, 악=樂). Se llevó a Korea en el siglo XII y aún conserva un poco de música de la dinastía Song.

### Vietnam
En Vietnam, el Yayue (雅樂) se denomina 'Nhã nhạc' (Nhã=雅, nhạc=樂). Fue llevado a Vietnam durante la dinastía Song y estuvomuy influenciado posteriormente por la dinastía Ming de China. Comenzó a florecer después de la dinastía Lê a través de la dinastía Nguyễn, que terminó en el siglo XX, y aún se toca en la ciudad de Huế.